# Alessandro Perrella
Alessandro Perrella (Roma, 21 dicembre 1945) è un attore, sceneggiatore, regista e montatore italiano, specializzato prevalentemente nei ruoli di bandito e di rapinatore, nonché in parti secondarie in film drammatici.

## Biografia
Nato a Roma, prese lezioni di recitazione al Centro Sperimentale di Cinematografia, dove si diplomò nel 1968, e ottenne il suo primo ruolo cinematografico nel film Lo scippo di Nando Cicero, nel 1965.
Negli anni settanta, i film in cui ha ruoli maggiori sono La mano che nutre la morte di Sergio Garrone, e Madeleine... anatomia di un incubo di Roberto Mauri.
Nel 1985 esordisce come assistente al montaggio nel film Chewingum, per poi passare anche alla regia di film a basso costo.
Fa parte del gruppo di attori c.s.c. (insieme a Carla Mancini, Rosita Toros, Lorenzo Piani, Luigi Antonio Guerra, Vittorio Fanfoni e Gianni Pulone), che appaiono in numerosi film degli anni settanta (spaghetti-western, musicarelli, commedia all'italiana, commedie boccaccesche, gialli e polizieschi), solitamente in ruoli secondari o come comparsa.
Svolge anche l'attività di doppiatore e di direttore del doppiaggio.

### Vita privata
È il padre dell'attrice e doppiatrice Valentina Perrella.

## Filmografia

### Attore
- Lo scippo, regia di Nando Cicero (1965)
- Zenabel, regia di Ruggero Deodato (1969)
- Se t'incontro t'ammazzo, regia di Gianni Crea (1971)
- Per una bara piena di dollari, regia di Demofilo Fidani (1971)
- Mio padre monsignore, regia di Antonio Racioppi (1971)
- Meo Patacca, regia di Marcello Ciorciolini (1971)
- Venga a fare il soldato da noi, regia di Ettore Maria Fizzarotti (1971)
- Lady Frankenstein, regia di Mel Welles (1971)
- Io non vedo, tu non parli, lui non sente, regia di Mario Camerini (1971)
- Lo sceriffo di Rockspring, regia di Mario Sabatini (1972)
- Posate le pistole, reverendo, regia di Leopoldo Savona (1972)
- La violenza: quinto potere, regia di Florestano Vancini (1972)
- I senza Dio, regia di Roberto Bianchi Montero (1972)
- Sei iellato, amico hai incontrato Sacramento, regia di Giorgio Cristallini (1972)
- Valeria dentro e fuori, regia di Brunello Rondi (1972)
- La principessa sul pisello, regia di Piero Regnoli (1973)
- Sogni proibiti di Don Galeazzo, curato di campagna, regia di Emanuele Di Cola (1973)
- Tecnica di un amore, regia di Brunello Rondi (1973)
- Simbad e il califfo di Bagdad, regia di Pietro Francisci (1973)
- L'orgia dei morti, regia di José Luis Merino (1973)
- Le amorose notti di Alì Babà, regia di Luigi Latini De Marchi (1973)
- Ingrid sulla strada, regia di Brunello Rondi (1973)
- Donne e magia con satanasso in compagnia, regia di Roberto Bianchi Montero (1973)
- Il fiore dai petali d'acciaio, regia di Gianfranco Piccioli (1973)
- La notte dell'ultimo giorno, regia di Adimaro Sala (1973)
- La governante, regia di Giovanni Grimaldi (1973)
- Terror! Il castello delle donne maledette, regia di Dick Randall (1974)
- Basta con la guerra... facciamo l'amore, regia di Andrea Bianchi (1974)
- A forza di sberle, regia di Bruno Corbucci (1974)
- Catene, regia di Silvio Amadio (1974)
- La mano che nutre la morte, regia di Sergio Garrone (1974)
- Le amanti del mostro, regia di Sergio Garrone (1974)
- Madeleine... anatomia di un incubo, regia di Roberto Mauri (1974)
- Fatevi vivi, la polizia non interverrà, regia di Giovanni Fago (1974)
- Morbosità, regia di Luigi Russo (1974)
- Il bacio, regia di Mario Lanfranchi (1974)
- Lucrezia giovane, regia di Luciano Ercoli (1974)
- Il torcinaso, regia di Giancarlo Romitelli (1974)
- La profonda luce dei sensi, regia di Beni Montresor (1974)
- Ordine firmato in bianco, regia di Gianni Manera (1974)
- Una donna per sette bastardi, regia di Roberto Bianchi Montero (1974)
- Paolo il freddo, regia di Ciccio Ingrassia (1974)
- Cagliostro, regia di Pier Carpi (1975)
- Peccato senza malizia, regia di Theo Campanelli (1975)
- Cassiodoro il più duro del pretorio, regia di Oreste Coltellacci (1975)
- Squadra antiscippo, regia di Bruno Corbucci (1976)
- Le due orfanelle, regia di Leopoldo Savona (1976)
- Il figlio dello sceicco, regia di Bruno Corbucci (1977)
- Squadra antigangsters, regia di Bruno Corbucci (1979)
- Dolly il sesso biondo, regia di Luigi Russo (1979)

### Regista
- Hell's Fever (2006)
- La madonna del parto (2013)
- Dante sulla bocca di tutti (2021)

### Montatore
- Fatal Temptation (1988)
- Intimo (1988)
- Alcune signore per bene (1989)
- Agenzia cinematografica (1993)
- Una vita da sballo (1993)
- Gatta alla pari (1994)
- Un grande amore (1994)
- Innamorata (1995)
- Omicidio al telefono (1995)
- Legittima vendetta (1995)
- Italian gigolò (1999)
- Occhi verde veleno (2001)
- Il bello delle donne (2001)
- Caterina e le sue figlie (2005)
- L'onore e il rispetto (2007)
- Mogli a pezzi (2008)

## Prosa radiofonica Rai
- Le belle infedeli, regia di Ruggero Jacobbi (1970).
- Concerto per quattro voci, regia di Enrico Colosimo (1970)
- I rubini di Lady Alexandra, regia di Enrico Colosimo (1970)
- L'inserzione, regia di Flaminio Bollini (1971)
- Prima che il gallo canti, regia di Edmo Fenoglio (1972)
- Appuntamento all’uscita, regia di Alessandro Brissoni (1973)
- Buonanotte fantasma, regia di Raffaele Meloni (1973)
- Simone Weil, operaia della verità, regia di Ottavio Spadaro (1974).
- Un muro di nebbia, regia di Ottavio Spadaro (1976)
- Racconti di mezzanotte, regia di Davide Montemurri (1980)
- Stenterello, regia di Giuseppe Venetucci (1984)

## Doppiatori
- Giampiero Albertini in Sei iellato amico, hai incontrato Sacramento,  Venga a fare il soldato da noi
- Gianni Marzocchi in Madeleine, anatomia di un incubo, La mano che nutre la morte, Posate le pistole reverendo
- Sergio Tedesco in La casa della paura
- Pino Locchi in Una donna per sette bastardi

## Doppiaggio
- Colin Shaw in Abissi
- Jerry Gatlin in I Cowboys
- Tony Roberts in Il fascino discreto della borghesia
- Serge Sauvon in Conto alla rovescia
- Randy Gibson in Capitan Apache
- James Goodwin in L'imperatore del nord
- Basil Wallace in Drago d'acciao
- Martin McDugall in The Road of Guantanamo
- Bret Jones in United 93
- Tony McMurray in Amore e altri disastri
- Axel Miller in Porky College:Un duro per amico

### Direzione del doppiaggio (parziale)
- 1997: Bent
- 1999: Una relazione al femminile - La Nouvelle Ève
- 2004: New Police Story, Le cronache di Huadu - La spada e la rosa
- 2008: Legittima offesa - While She Was Out, Shaolin Basket
- 2010: House Broken - Una casa sottosopra
- 2011: Ironclad
- 2012: Cleanskin
- 2013: The Zero Theorem
- 2014: Chiedimi tutto
- 2020: Cist - La Ciste assassina
- 2021: American sicario
- 2022: Io sono tuo padre, Saint Omer, Bandit